# سنغ حسادي (نرغسان)
سنغ حسادي (بالفارسية: سنگ حسادی) هي منطقة سكنية تقع في إيران في قسم نرغسان الریفي. يقدر عدد سكانها بـ 0 نسمة بحسب إحصاء 2016.